# Nederlands landskampioenschap 1911-1912
Al campionato parteciparono diciotto squadre e lo Sparta Rotterdam vinse il titolo.

## Est
|   | Club            | G  | V  | N | P  | GF | GS | Punti | DR  |                                          |
| - | --------------- | -- | -- | - | -- | -- | -- | ----- | --- | ---------------------------------------- |
| 1 | GVC Waningen    | 14 | 11 | 2 | 1  | 38 | 14 | 24    | +24 | Qualificata per la finale.               |
| 2 | RKVV Wilhelmina | 14 | 7  | 3 | 4  | 34 | 23 | 17    | +11 |                                          |
| 3 | Quick Nijmegen  | 14 | 6  | 3 | 5  | 23 | 19 | 15    | +4  |                                          |
| 4 | Koninklijke UD  | 14 | 7  | 1 | 6  | 27 | 23 | 15    | +4  |                                          |
| 5 | Go Ahead        | 14 | 6  | 2 | 6  | 29 | 26 | 14    | +3  |                                          |
| 6 | Vitesse         | 14 | 6  | 1 | 7  | 21 | 26 | 13    | -5  |                                          |
| 7 | EFC PW 1885     | 14 | 2  | 4 | 8  | 18 | 35 | 8     | -17 |                                          |
| 8 | ZAC             | 14 | 2  | 2 | 10 | 12 | 36 | 6     | -24 | Non partecipante la stagione successiva. |

G = Partite giocate; V = Vittorie; N = Nulle/Pareggi; P = Perse; GF = Goal fatti; GS = Goal subiti; DR = Differenza reti, PT = Punti

## Ovest
|    | Club             | G  | V  | N | P  | GF | GS | Punti | DR  |                            |
| -- | ---------------- | -- | -- | - | -- | -- | -- | ----- | --- | -------------------------- |
| 1  | Sparta Rotterdam | 18 | 10 | 3 | 5  | 42 | 22 | 23    | +20 | Qualificata per la finale. |
| 2  | DFC              | 18 | 10 | 3 | 5  | 40 | 28 | 23    | +12 |                            |
| 3  | HC & CV Quick    | 18 | 9  | 3 | 6  | 30 | 22 | 21    | +8  |                            |
| 4  | Koninklijke HFC  | 18 | 10 | 0 | 8  | 49 | 35 | 20    | +6  |                            |
| 5  | HVV Den Haag     | 18 | 9  | 1 | 8  | 39 | 37 | 19    | +2  |                            |
| 6  | VOC              | 18 | 7  | 3 | 8  | 30 | 29 | 17    | +1  |                            |
| 7  | HFC Haarlem      | 18 | 7  | 2 | 9  | 39 | 46 | 16    | -7  |                            |
| 8  | Ajax             | 18 | 4  | 7 | 7  | 25 | 33 | 15    | -8  |                            |
| 9  | CVV Velocitas    | 18 | 4  | 7 | 7  | 20 | 41 | 15    | -21 |                            |
| 10 | HBS Craeyenhout  | 18 | 4  | 3 | 11 | 21 | 42 | 11    | -21 |                            |

G = Partite giocate; V = Vittorie; N = Nulle/Pareggi; P = Perse; GF = Goal fatti; GS = Goal subiti; DR = Differenza reti, PT = Punti

## Finale per il titolo
| Squadra 1      | Totale | Squadra 2        | Andata | Ritorno |
| -------------- | ------ | ---------------- | ------ | ------- |
| GVC Wageningen | 1-8    | Sparta Rotterdam | 1-3    | 0-5     |

Lo Sparta Rotterdam vince il titolo.